# Клеткамп
Клеткамп (њем. Kletkamp) општина је у њемачкој савезној држави Шлезвиг-Холштајн. Једно је од 84 општинска средишта округа Плен. Према процјени из 2010. у општини је живјело 129 становника. Посједује регионалну шифру (AGS) 1057038.

## Географски и демографски подаци
Клеткамп се налази у савезној држави Шлезвиг-Холштајн у округу Плен. Општина се налази на надморској висини од 51 метра. Површина општине износи 11,5 km². У самом мјесту је, према процјени из 2010. године, живјело 129 становника. Просјечна густина становништва износи 11 становника/km².